# 天主教喬利埃特教區 (美國)
天主教喬利埃特教區（拉丁語：Dioecesis Joliettensis in Illinois）是美國一個羅馬天主教教區，屬芝加哥總教區。教區於1948年12月11日成立。
教區管轄伊利諾伊州東北部，教座位於喬利埃特。
教區有61萬6849名教友和118個堂區，面積為4218平方英里。與此同時，教區共有168名司鐸。教區的主保聖人為聖方濟各沙勿略。現任教區主教為羅蘭·A·希克斯，榮休主教為羅勃·達尼爾·康倫。